# Sarothrura affinis
Il rallo codacastana, codapiuma striato o schiribilla codacastana (Sarothrura affinis (A. Smith, 1828)) è un uccello africano della famiglia dei Sarotruridi.

## Distribuzione e habitat
Vive in Kenya, Lesotho, Malawi, Mozambico, Sudafrica, Sudan, Swaziland, Tanzania, Zambia e Zimbabwe.